# Filmy zgłoszone do rywalizacji o 37. rozdanie Oscara w kategorii filmu nieanglojęzycznego
W rywalizacji o statuetkę w 37. rozdaniu Oskara dla filmu nieanglojęzycznego (produkcje z 1964) udział wzięło 18 filmów. Nominacjami zostały wyróżnione tytuły z Francji, Japonii, Włoch, Szwecji i Izraela. 
Po raz pierwszy swoje filmy w konkursie zaprezentowały Izrael, Czechosłowacja i Turcja. 
Oskara zdobył film produkcji włoskiej Wczoraj, dziś, jutro w reżyserii Vittoria De Siki. Nagroda została wręczona podczas uroczystej ceremonii w poniedziałek 5 kwietnia 1965 w Santa Monica Civic Auditorium.

## Lista filmów zgłoszonych do rywalizacji o 37. rozdanie Oscara w kategorii filmu nieanglojęzycznego
| Zgłaszające państwo | Tytuł użyty w nominacji           | Tytuł oryginalny               | Tytuł polski                  | Języki               | Reżyser                                                           | Rezultat       |
| ------------------- | --------------------------------- | ------------------------------ | ----------------------------- | -------------------- | ----------------------------------------------------------------- | -------------- |
| Brazylia            | The Black God and the White Devil | Deus e o Diabo na Terra do Sol | Bóg i diabeł w krainie słońca | portugalski          | Glauber Rocha                                                     | Brak nominacji |
| Czechosłowacja      | Lemonade Joe                      | Limonádový Joe                 | Lemoniadowy Joe               | czeski               | Oldřich Lipský                                                    | Brak nominacji |
| Dania               | Sextet                            | Sekstet                        |                               | duński               | Annelise Hovmand                                                  | Brak nominacji |
| Egipt               | Mother of the Bride               | أم العروسة                     |                               | arabski              | Atef Salem                                                        | Brak nominacji |
| Francja             | The Umbrellas of Cherbourg        | Les parapluies de Cherbourg    | Parasolki z Cherbourga        | francuski            | Jacques Demy                                                      | Nominacja      |
| Grecja              | Treason                           | Προδοσία                       |                               | grecki               | Kostas Manoussakis                                                | Brak nominacji |
| Hiszpania           | The Girl in Mourning              | La Niña de luto                |                               | hiszpański           | Manuel Summers                                                    | Brak nominacji |
| Holandia            | The Human Dutch                   | Bert Haanstra                  |                               | holenderski          | Bert Haanstra                                                     | Brak nominacji |
| Hongkong            | Between Tears and Smiles          | 新啼笑姻缘                     |                               | chiński              | Ho Meng Hua, Yueh Feng, Doe Ching, Luo Zhen, Yen Chun, Hsieh Chun | Brak nominacji |
| Izrael              | Sallah Shabati                    | סאלח שבתי                      |                               | hebrajski            | Ephraim Kishon                                                    | Nominacja      |
| Japonia             | Woman in the Dunes                | 砂の女                         | Kobieta z wydm                | japoński             | Hiroshi Teshigahara                                               | Nominacja      |
| Jugosławia          | Skoplje '63                       | Skopje '63 (Скопје 63)         |                               | macedoński           | Veljko Bulajić                                                    | Brak nominacji |
| Korea Południowa    | The Deaf Samyong                  | 벙어리 삼용                    |                               | koreański            | Shin Sang-ok                                                      | Brak nominacji |
| Polska              | Passengeri                        | Pasażerka                      |                               | polski               | Andrzej Munk i Witold Lesiewicz                                   | Brak nominacji |
| Szwecja             | Raven's End                       | Kvarteret Korpen               | Dzielnica kruków              | szwedzki             | Bo Widerberg                                                      | Nominacja      |
| Tajwan              | Lovers' Rock                      | 情人石                         |                               | mandaryński, chiński | Lei Pan                                                           | Brak nominacji |
| Turcja              | Dry Summer                        | Susuz Yaz                      | Upalne lato                   | turecki              | Metin Erksan i David E. Durston                                   | Brak nominacji |
| Włochy              | Yesterday, Today and Tomorrow     | Ieri, oggi, domani             | Wczoraj, dziś, jutro          | włoski               | Vittorio De Sica                                                  | Wygrana        |